# Samvis Gammegod
Samvis Gammegod (engelsk: Samwise Gamgee) er en fiktiv figur fra Ringenes Herre. Han kaldes blot Sam  blandt andre hobbitter i Herredet, hvor han arbejder som gartner for Frodo Sækker. I filmtrilogien spilles Samvis af Sean Astin.

## Historie
Sam hører en af Frodo og Gandalfs samtaler om Frodos hemmelige ring og den sorte fyrste Sauron og bliver derfor, sammen med Merry og  Pippin, sendt på en rejse til Kløvedal for at aflevere Ringen.
Trods Sams frygt, er han alligevel klar til at gøre hvad som helst for at beskytte Frodo imod alverdens farer. Det beviser han første gang da De 4 hobbitter blev angrebet af de 9 ringånder på vindhøj, hvor Sam gør et forsøg på at redde Frodo, selvom det bliver Traver (Aragorn) der gør det. Sam redder også Frodo fra kæmpeedderkoppen Shelob og lige efter fra Uruk-haierne, der tager Frodo til fange, efter Shelob har forgiftet ham. Samvis følger Frodo helt til Dommedagsbjerget, hvor han hjælper ham hele vejen.
Sam elsker elverne og deres sprog, og derfor glædede han sig usigeligt til at møde Elrond i Kløvedal.
Efter eventyret om ringen gifter han sig med Rosa Hyttebo, og de får 13 børn. 
De kom til at hedde Elanor (opkaldt efter blomsten i Lorien), Guldlok, Frodo, Pippin, Merry, Hamfast, Rose, og andre.
Sam var borgmester Hobbiton i mange år. Da Rosie døde, tog han et skib til Valinor (det udødelige land).